# 19 هـ
19 هـ هي سنة في التقويم الهجري امتدت مقابلةً في التقويم الميلادي بين سنتي 640 و640.

موسى بن نصير

## أحداث
- فتح قيسارية

## مواليد
- الأخطل
- موسى بن نصير.

## وفيات
- خباب مولى عتبة
- صفوان بن المعطل